# Soyokaze no Shirabe / Story
 (mars 2012).
Si vous disposez d'ouvrages ou d'articles de référence ou si vous connaissez des sites web de qualité traitant du thème abordé ici, merci de compléter l'article en donnant les références utiles à sa vérifiabilité et en les liant à la section « Notes et références ».
Singles de dream
Love Generation
(2004) Perfect Girls / To The Top
(2009)
Soyokaze no Shirabe / Story  (そよ風の調べ / STORY) est le dix-neuvième single du groupe féminin de J-pop dream, sorti en 2005.

## Présentation
Le single sort le 2 mars 2005 au Japon sous le label avex trax, sept mois après le précédent single, Love Generation. Il atteint la 26e place du classement Oricon, et reste classé pendant trois semaines. Il sort aussi en édition limitée dans un boitier cartonné incluant un livret de photos, et en édition "CD+DVD" incluant un DVD contenant le clip vidéo d'un des titres, avec des pochettes légèrement différentes.
C'est un single "double face A" contenant deux chansons et leurs versions instrumentales. La chanson Soyokaze no Shirabe est utilisée comme thème musical pour une publicité, tandis que la chanson Story est utilisée comme générique d'ouverture de l'émission télévisée Rank Oukoku. Elles figureront sur la compilation 7th Anniversary Best qui sortira deux ans plus tard.
C'est le troisième single sorti par la formation du groupe à sept membres, après le départ de Risa Ai un an auparavant. Il restera le dernier single sorti par le groupe en tant que dream (en minuscules), et le dernier avec Yū Hasebe qui le quittera en 2008. En effet, le groupe ne sortira plus d'autres singles pendant cinq ans et demi, jusqu'à My Way ~ULala~ en 2010 en tant que Dream (avec majuscule), en exceptant quatre "singles digitaux" en 2008 en tant que DRM et deux singles en distribution limitée en 2009 et 2010 en tant que Dream.

## Membres
- 1re génération : Kana Tachibana, Yū Hasebe
- 2e génération : Sayaka Yamamoto, Erie Abe, Aya Takamoto, Ami Nakashima, Shizuka Nishida

## Liste des titres
CD
1. Soyokaze no Shirabe (そよ風の調べ?)
2. Story (STORY?)
3. Soyokaze no Shirabe (Instrumental) (そよ風の調べ...?)
4. Story (Instrumental) (STORY...?)

DVD
1. Soyokaze no Shirabe (そよ風の調べ?) (clip vidéo)